# Перехрест Ольга Олександрівна
Ольга Олександрівна Перехрест — українська поетка, героїня однієї з перших історій незалежного творчого краудфандингу в Україні та журналістка, відома завдяки співпраці з ресурсами Zaxid.net, Insider, Збруч, Українська правда, The Kiev Times та іншими. У 2018-2021 рр. була головною редакторкою видання Куфер. Викладачка Школи журналістики Українського католицького університету (2018-2020) та кафедри журналістики Університету Короля Данила (з 2021).

## Біографічна довідка
Народилась та зростала в Києві, хоча рід походить з Черкащини. Виховувалась у російськомовній родині, зацікавленість українською культурою, мовою та громадським життям виявила самостійно в старшому віці. Закінчила Ліцей міжнародних відносин № 51 і в 2009 поступила на філософський факультет КНУ. Отримавши диплом бакалавра-релігієзнавця, залишила Київ заради здобуття журналістської освіти у львівському Українському католицькому університеті. Після завершення навчання працює журналісткою та редакторкою кількох видань, викладає журналістику. Декілька років після навчання мешкала у Львові, станом на 2021 рік живе в Івано-Франківську.

## Громадська діяльність
Ольга Перехрест самостійно та в співпраці з ВМГО Фундація регіональних ініціатив брала участь у протестах Проти деградації освіти, у виступах на захист свободи преси та інтернету, у протестах відомих як мовний майдан, інших акціях.
Крім відстоювання громадянської позиції в 2012—2013, долучалась до творчих проектів, робила перші кроки в літературі, співпрацювала з пабліком жіночої лірики «ArtKodlo ТБ», брала участь у творчих активностях інтернет-спільноти КийНет.
21 листопада 2013 разом з колегами-студентами Католицького університету вийшла до пам'ятника Шевченку в центрі Львова. Залишалась активною волонтеркою Євромайдану (у Києві й у Львові) до його завершення, брала участь у зборі коштів для лідера ФРІ Максима Кицюка побитого невідомими.

## Журналістика
Завдяки громадській активності та співпраці з ФРІ Ольга Олександрівна отримала деякий досвід у написанні репортажів, есеїв, підготовці та проведенні презентацій. Навесні 2013, разом з виходом першої збірки, вона випробувала себе на конкурсі «Світ, що ЗМІнюється…» організованому УКУ.
За роки навчання в Католицькому університеті Ольга Перехрест проявила неабиякий хист у історичній аналітиці, мистецьких репортажах та оглядах. Перелік створених за цей час публікацій доступний на особистій сторінці в Школі журналістики УКУ. Її активність і компетентність були належно оцінені, Ольга неодноразово долучалась до презентацій діяльності вишу на різних форумах і в ЗМІ. Наприкінці 2014, перемігши в конкурсі наукових проектів, Ольга вирушила на стажування до Чикаго. Там вона працювала над магістерською дисертацією «Українська діаспора США в контексті культурної революції 1960-х», яку успішно захистила в 2015.
В серпні 2014 року брала участь у міжнародному семінарі для журналістів Stereoscope Ukraine (n-ost, Німеччина). Проходила стажування на телеканалі «1+1» (лютий 2015) та у всеукраїнському тижневику «Фокус» (липень 2014). 2015 року все ще в рамках навчання в УКУ взяла участь у проекті «Українські фронтири».
З 2015 по 2019 рік Ольга опублікувала понад 1300 матеріалів на сайті Zaxid.net. У 2018-2021 рр. була головною редакторкою івано-франківського видання Куфер.
У 2018-2020 працювала викладачкою Школи журналістики Українського католицького університету. Після переїзду в Івано-Франківськ продовжила викладацьку роботу на кафедрі журналістики місцевого приватного Університету Короля Данила.
2021 року Ольга Перехрест була включена в фінальний список “30 до 30: Хто творить майбутнє українських медіа”, спецпроекту Премії Ґонґадзе, присвячений молодим журналістам.

## Творчість
За власними спогадами (з інтерв'ю в inspired), перший вірш Ольга написала в 6 років. З того часу не переставала віршувати, також писала есеї.

### Видання книги «Акценти»
Перша друкована книга Ольги Перехрест — збірка «Акценти» вийшла друком у видавництві «Крок» накладом 300 примірників. Ця невелика книжка всього з 26 віршів і есею, тим не менш, стала помітним явищем завдяки способу, в який була профінансована її поява. Згідно зі спостереженням Inspired, історія появи «Акцентів» є чи не першим прикладом незалежного творчого краудфандингу в Україні.

### Окремі вірші опубліковані 2013—2015рр.
- В лютому 2014 Форум видавців у рамках проекту «Поезія революції» передрукував на своїй сторінці мережі facebook вірш Ольги Перехрест «Здраствуй, мамо, я — екстреміст».[10]
- В квітні 2015 Видавництво Старого Лева розмістило вірш «А якщо насправді все виглядає так…» у своїй постійній рубриці «Вірш дня».[11]

### Поезія та образотворче мистецтво
В кінці 2013 року у Львові пройшла виставка «Географія», яку склали ілюстрації Лєри Радкевич до віршів Оллі Перехрест. Відкрита поетичними читаннями 5 листопада виставка тривала до 24 листопада в львівському Арт-центрі «Щось Цікаве» на Площі Ринок, 13.
Того ж року Ольга взяла участь у проекті Вікторії Черняхівської «Тканина віршів» на Книжковому арсеналі.

### Відеопоезія
Ліричний вірш «Поговори зі мною» ліг в основу першої з серії відеопоезій створених акторками рівненського театру-студії ГаРмИдЕр. Експерименти з відеопоезії на вірші Оллі продовжуються. Ще два вірші Оллі пов'язані з темою АТО — «33 москалики» та «Його плече» були покладені на музику Іваном Сюсько, Катериною Басюк, Сергієм Бакаєм.
Сама Ольга Перехрест брала участь у відеопривітанні Костя Москальця з 50-річчям, прочитавши декілька рядків з його Поеми Ріки, у проекті «22 поети», читаннях до 22-го Дня Соборності в незалежній Україні, та у проекті «Люди читають» творчого об'єднання Magnum Opus, а саме в ролику присвяченому Олегові Лишезі, одному з тих, хто відкривав її поетичний дар і наснажив на творчі звершення.

### Участь у фестивалях та конкурсах
Першим значним успіхом Ольги в поетичних змаганнях можна вважати перше місце на VI-му Західноукраїнському поетичному батлі (розділене з львів'янкою Ольгою Вовк). Змагання поетів відбулось у рамках міжнародного фестивалю «Франко. Місія», арбітром виступив відомий поет Олег Лишега.
Ольга Перехрест — фіналістка двох поспіль проектів Молода Республіка Поетів (2013 і 2014), фіналістка ІІІ-го поетичного конкурсу «Dictum» від видавництва «Крок» (2015). У травні 2013 виступила кураторкою поетичних читань на фестивалі-виставці корейської культури "Корейська хвиля". Також згадується про її участь у фестивалях Artgnosis, FortMissia, Мистецькому фестивалі «Ї», Книжковому арсеналі.
Фіналістка конкурсу художніх репортажів «Самовидець-2014».
В вересні 2014 року на XXI Форумі видавців у Львові Оллі виступала не лише як лауреатка Молодої Республіки Поетів, а й взяла участь у читаннях «Література формату Twitter». Цікаво, що музичний супровід заходу забезпечував її фоловер Назарій Заноз. Наступного року, на ХХІІ-му Форумі видавців у Львові, 10 вересня 2015 Ольга Перехрест разом із Отаром Довженком презентувала навчальний проект Школи журналістики УКУ «Українські фронтири», присвячений міжнародній та репортажній журналістиці, прикордонному репортажеві, а 12 вересня взяла участь у читаннях проекту «Покоління 2010: бачити/чути».
Її вірш «Поговори зі мною» супроводжений відеорядом театр-студії «ГаРмИдЕр» отримав перше місце V-го конкурсу відеопоезії CYCLOP. А студентка Дарія Гуляницька з декламацією цього ж вірша Ольги Перехрест була відзначена на І-му міському фестивалі-конкурсі патріотичної пісні та поезії «Україна – це ми!» в Луцьку.
3 грудня 2015 року була названа серед переможців Міжнародної «Слов'янської поетичної премії».
Восени 2016 з'явились анонси виступів Ольги на поетичному вечері SOUND of Poetry (Ужгород, 22 жовтня), фестивалях CodaFest (Вінниця, листопад 2016), Urbem (Львів, навесні 2017).
2 травня 2017 Оллі Перехрест посіла третє місце в номінації «Поезія» Літературного конкурсу видавництва «Смолоскип». Цей конкурс для молодих авторів (поетів до 30 років та прозаїків до 35) веде історію з 1993 року і відкрив за майже чверть століття безліч талантів. Перша премія того року не була присуджена жодному авторові.
2021 року працювала в журі конкурсу «Читання Молодого Міста. Критичний погляд».

### Нагороди та премії
- Перше місце VI західноукраїнського поетичного батлу
- Друге місце Міжнародної «Слов'янської поетичної премії»
- Третя премія номінації «Поезія» Літературного конкурсу видавництва «Смолоскип» (перша премія не присуджена)